# Inge Genefke
Inge Genefke (ur. 6 lipca 1938) – duńska lekarka i działaczka społeczna, znana z walki przeciwko stosowaniu tortur.
Genefke poświęciła się leczeniu i rehabilitacji osób poddanych torturom po apelu Amnesty International z 1973 skierowanym do lekarzy całego świata. W 1974 była współzałożycielką duńskiej grupy medycznej przy Amnesty International. W 1982 założyła Centrum Badań i Rehabilitacji Ofiar Tortur (Rehabilitation and Research Centre for Torture Victims) w Kopenhadze. W 1985 powstała przy niej Międzynarodowa Rada Rehabilitacji Ofiar Tortur (International Rehabilitation Council for Torture Victims), która od 1997 działa jako niezależna organizacja. Obecnie na świecie w 75 krajach działa blisko 100 ośrodków i programów pomocowych niosących pomoc ofiarom tortur.
Działalność Genefke miała wpływ na powstanie nowych instytucji walczących z torturami, m.in. Międzynarodowego Trybunału Karnego, a także na rozwój wiedzy o wpływie tortur na zdrowie fizyczne i psychiczne osób im poddanych. 
Za swoją działalność Inge Genefke oraz jej centrum otrzymało wiele nagród, m.in. w 1988 nagrodę Right Livelihood, nazywaną alternatywnym Noblem, przyznaną jej „za pomoc ofiarom tortur w odzyskaniu zdrowia i osobowości”.